# 許通元
許通元（1974年9月3日—）。生於馬來西亞砂拉越泗里奎市。马来西亚作家。

## 生平
許通元成長於砂拉越砂拉卓。柔佛士姑來工藝大學估價與資產管理系碩士。南方大學學院 圖書館館長、馬華文學館主任、《蕉風》執行編輯、星期二影社創辦人，曾任南方大學學院產業管理高級講師、通识教育講師、《南方大学学报》编委、柔佛州作协联委会主席等。曾榮獲第十屆大專文學獎新詩佳作獎、第十一屆大專文學獎小說首獎及第十二屆全國大專文學獎小說組第二名。

## 作品

### 小説
- 《雙鎮記》（2005，短篇小說集，大將）
- 《埋葬山蛭》（2011，極短篇小說集，新銳文創）
- 《我的老師是恐怖分子》（2018，短篇小說集，新銳文創）

### 散文
- 《等待鸚鵡螺》（2011，散文集，新銳文創）

### 詩集
- 《養死一瓶乳酸菌》（2014，詩集，南方大學學院/馬華文學館）

### 主編文集/期刊
- 《跳蚤：商晚筠小說集》（2003，短篇小說集，馬華文學館）
- 《有志一同：馬華同志小說選》（2007，短篇小說集，有人）
- 《新加坡華文文學五十年》（2015，史料集，新加坡：八方文化，合編）
- 《鲁迅在東南亚》（2017，新加坡：八方文化，合編）
- 《五四在東南亚》（2019，新加坡：八方文化，合編）
- 《號角舉起：馬華同志小說選2》（2019，短篇小說集，有人）
- 《从婆罗洲到世界华文文学：李永平论文集》（2020，論文集，南方大學出版社）
- 《蕉風》第494期-第515期（2005年7月- ，文學期刊，南方大學出版社）

### 纪录片
聯合執導紀錄片《隱現之間》（Faham，2018），在柔佛州的自由電影節首映。2022年12月11日在吉隆坡《不再孤单》纪录片放映会播映。 

## 相关论文
- 郭建树《論許通元《數夢》同志的心理語言及身份認同》（2014年11月，拉曼大學文學士榮譽學位中華研究院中文系論文）
- 阮欣寧《論許通元及其同志小說》（Kho Tong Guan And His Gay Fictions）（2020年5月，拉曼大學中文系榮譽學位畢業論文）
- 莫祖衡，《许通元同志书写与其蕴涵研究——以《我的老师是恐怖分 子》为个案研究》)， 拉曼大学中文系荣誉学位毕业论文, 2021。（Mok Zu Hang, A Study on the Gay Writings and their Implications in Tong-guan Kho’s fictions: The case study of My Professor is Terrorist. Graduation Research Project on Bachelor of Arts(hons) Chinese Studies Department, University Tunku Abdul Rahman, 2021. )
- 许慧茹，《论马华同志小说的负面情感书写》，拉曼大学中文系荣誉学位毕业论文, 2021。